# Козинка (притока Осколу)
Козинка або (Мокра Козинка)— річка в Росії та Україні, права притока Оскіла (басейн Азовського моря).

## Географія
Річка Козинка бере початок у селища Старий Хутір (Бєлгородська область, Росія). Тече на південь, перетинає автодорогу Р36, далі протікає вздовж російсько-українського кордону (в межах Великобурлуцького району Харківської області). У села Новопетрівка (Бєлгородська область, Росія) повертає на схід. Гирло річки знаходиться біля села Знам'янка (Валуйський район, Росія) за 197 км по правому березі річки Оскіл. Довжина річки становить 44 км, площа водозбірного басейну 655 км².

## Притоки
- Озерний Яр — права притока в Україні у Вільховатській сільській громаді Куп'янського району Харківської області та в Росії у Валуйському районі Бєлгородської області. Бере початок у селі Озерне. Тече спочатку на південь, потім повертає на схід, перетинає українсько-російський кордон і між селами Веригівка та Старий Хутір і впадає в річку Козинку.[1]
  - Широкий Яр — права притока Озерного яру, тече переважно на південний схід через с. Широке[2]
  - Долгушин Яр — права притока Озерного яру, тече переважно на південний схід через с. Устинівка[2]

- Вільхуватка (Водяний яр) — права притока у Вільхуватській сільській громаді. Бере початок у селі Вільхуватка. Тече переважно на північний схід через село Чугунівку і на північно-західній околиці села Бутирка впадає в річку Козинку.[2][1]

- Ураївка — ліва притока.